# Stazione di Gravellona Toce
La stazione di Gravellona Toce è una stazione ferroviaria situata nell'omonimo comune in Piemonte.

## Storia
La stazione venne attivata il 30 aprile 1887, come capolinea provvisorio della linea da Novara.

## Strutture e impianti
La gestione degli impianti è affidata a Rete Ferroviaria Italiana controllata del gruppo Ferrovie dello Stato.
La stazione ha tre binari, di cui l'1 e il 2 sono dedicati al servizio passeggeri. Sono presenti due banchine: una è posta a diretto contatto con il fabbricato viaggiatori, mentre l’altra è ad isola, tra i binari 1 e 2. Le banchine sono collegate mediante una passerella a raso in asfalto. Il binario 3 è invece un binario di servizio, utilizzato per il transito di treni merci e sprovvisto quindi di banchina.
È presente uno scalo merci, dotato di un ulteriore binario tronco, con annesso fabbricato; da anni tuttavia risulta in stato di abbandono.
È presente un fabbricato viaggiatori a due piani. È un edificio a pianta rettangolare, non accessibile al pubblico. La parete lato binari, coperta da una tettoia in metallo, ospita due obliteratrici e alcuni pannelli informativi per l’utenza.
Accanto al fabbricato viaggiatori è presente un ulteriore fabbricato a pianta quadrata che ospitava i servizi igienici, oltre che un giardino recintato dove era collocata un'alta torre per l'acqua, demolita nel 2007.

## Movimento
Il servizio viaggiatori è effettuato da Trenitalia, società del gruppo Ferrovie dello Stato.

## Servizi
La stazione è classificata da RFI in categoria "bronze".